# Station Gertwiller
Station Gertwiller is een spoorwegstation in de Franse gemeente Gertwiller. Op het station stoppen treinen van TER Alsace.